# 大三東站

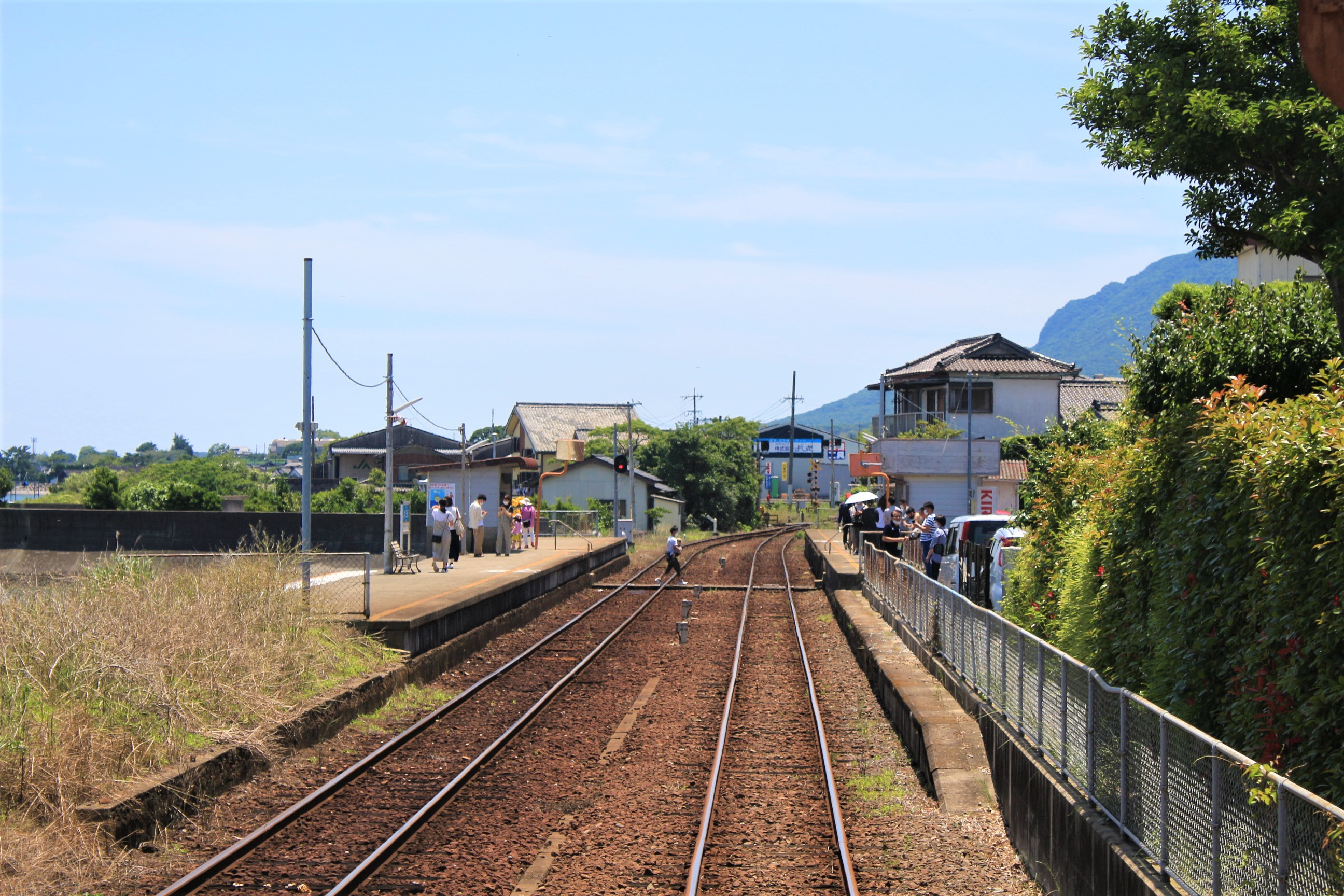
月台全景(2021年5月)

大三東站（日语：／ Ōmisaki eki */?）是位於長崎縣島原市有明町苅木，島原鐵道的島原鐵道線車站。

## 車站構造
本站是地面車站，設有2面2線的相對式月台。此站是無人車站。此站設有簡易車站大樓。下行月台上設有上蓋與椅子。

### 月台
| 月台                 | 路線        | 上下行 | 方向                 | 備註 |
| -------------------- | ----------- | ------ | -------------------- | ---- |
| 西邊（車站大樓一方） | ■島原鉄道線 | 上行   | 本諫早、諫早方向     |      |
| 東邊（海邊）         | ■島原鉄道線 | 下行   | 島原船津、島原港方向 |      |

## 車站周邊
車站可望向有明海。車站鄰近的護岸名為江崎海岸。
- 島原市立大三東小學
- 東空閑簡易郵局
- 國道251號（日语：国道251号）
- 大三東巴士站

## 使用狀況
在2012年度的一年總乘車人次為14,303人，下車人次為18,111人。
以下為近年一年總乘車人次和下車人次變化。
| 年度               | 一年總 乘車人次 | 一年總 下車人次 |
| ------------------ | --------------- | --------------- |
| 2000年（平成12年） | 26,787          | 33,654          |
| 2001年（平成13年） | 30,466          | 36,971          |
| 2002年（平成14年） | 27,437          | 33,059          |
| 2003年（平成15年） | 25,009          | 30,444          |
| 2004年（平成16年） | 22,166          | 28,432          |
| 2005年（平成17年） | 19,693          | 24,349          |
| 2006年（平成18年） | 18,234          | 23,797          |
| 2007年（平成19年） | 18,373          | 21,382          |
| 2008年（平成20年） | 15,194          | 18,792          |
| 2009年（平成21年） | 12,163          | 15,911          |
| 2010年（平成22年） | 11,831          | 16,902          |
| 2011年（平成23年） | 14,166          | 19,599          |
| 2012年（平成24年） | 16,083          | 20,292          |
| 2013年（平成25年） | 14,303          | 18,111          |

## 歷史
- 1913年（大正2年）5月10日 - 車站啟用[3]。
- 1964年（昭和39年）9月1日 - 成為業務委託車站。
- 1968年（昭和43年）3月31日 - 結束貨物業務。
- 1980年（昭和55年）2月1日 - 成為無人車站。
- 1983年（昭和58年）9月 - 新建車站大樓[4]

## 相鄰車站
島原鐵道
■島原鐵道線
急行
多比良－大三東－島原
普通
有明湯江－大三東－松尾

## 注腳
1. ↑  第62版（平成27年）長崎統計年鑑 （页面存档备份，存于）（日語） - 長崎縣
2. ↑  長崎縣統計年鑑  （页面存档备份，存于）（日語），2020年9月5日參閲
3. ↑  「軽便鉄道運輸開始」『官報』1913年5月13日（國立國會圖書館數碼化收藏）
4. ↑  《島原鐵道100年史》島原鐵道，2008年，140頁

## 外部連結
- 大三東站 - 島原鐵道 （页面存档备份，存于）（日語）